# Tōei (Aichi)
Tōei (東栄町 Tōei-chō?) es un pueblo localizado en la prefectura de Aichi, Japón. En octubre de 2019 tenía una población estimada de 3.033 habitantes y una densidad de población de 24,6 personas por km². Su área total es de 123,38 km².

## Geografía

### Localidades circundantes
- Prefectura de Aichi
  - Shinshiro
  - Shitara
  - Toyone
- Prefectura de Shizuoka
  - Hamamatsu

## Demografía
Según los datos del censo japonés, esta es la población de Tōei en los últimos años.
| 1995  | 2000  | 2005  | 2010  | 2015  |
| ----- | ----- | ----- | ----- | ----- |
| 5.124 | 4.717 | 4.347 | 3.757 | 3.446 |